# Station Saint-Pol-sur-Ternoise
Station Saint-Pol-sur-Ternoise is een spoorwegstation in de Franse gemeente Saint-Pol-sur-Ternoise.